# Dawid Grossman
Dawid Grossman (także Grosman, Gĕrôsman lub Grôsman; hebr. דויד גרוסמן; ur. 25 stycznia 1954 w Jerozolimie) – izraelski pisarz, autor między innymi książek dla dzieci.

## Życiorys
Ojciec Grossmana, Yitzhak, pochodził z Dynowa. W 1936 roku w wieku 9 lat wyemigrował z owdowiałą matką do Palestyny, ojczyzny swojej przyszłej żony Michaelli, matki Dawida. Małżeństwo doczekało się dwóch synów, Dawid przyszedł na świat jako starszy z braci.
Twórczość pisarza tłumaczono na wiele języków, m.in. na polski (Kto ze mną pobiegnie). Jego najsłynniejszym dziełem jest powieść Patrz pod: Miłość, w której jednym z bohaterów jest Bruno Schulz. Jedną z jego najbardziej znanych książek jest The Yellow Wind - o życiu Palestyńczyków na terytoriach okupowanych przez Izrael (Strefa Gazy). Spotkała się ona z uznaniem za granicą, natomiast w kraju spotkała się z krytyką i wywołała dyskusję.
Studiował filozofię oraz wiedzę o teatrze na Uniwersytecie Hebrajskim. Następnie pracował w izraelskiej rozgłośni radiowej, w programach dla dzieci (od 1970 do 1984). Następnie zaczął pisać książki: Pojedynek (1982), Patrz pod: Miłość (1986), Bądź mi nożem (1998), Tam, gdzie kończy się kraj (2008).
Jak większość Izraelczyków, popierał Izrael w czasie wojny (kryzys izraelsko-libański 2006). Jednak 10 sierpnia 2006 on oraz zaprzyjaźnieni pisarze Amos Oz oraz A.B. Jehoszua na konferencji prasowej wezwali rząd Izraela do zawieszenia działań militarnych i przystąpienia do negocjacji z rządem Libanu. Działania militarne określili jako groźne dla Izraela oraz przynoszące odwrotny skutek. Dwa dni później jego 20-letni syn, Uri Grossman, zginął od rakiety przeciwczołgowej podczas operacji wojskowej w południowym Libanie, mającej na celu maksymalizację kontrolowanego terytorium, zanim rozejm wprowadzony przez ONZ wejdzie w życie.
W 2014 roku pisarz odwiedził Polskę w ramach obchodów wrocławskiego Festiwalu Bruno Schulza.
14 czerwca 2017 roku został laureatem Man Booker International Prize. Nagroda w wysokości 50 000 funtów została przyznana pisarzowi i jego tłumaczce, Jessice Cohen, za powieść Wchodzi koń do baru (A Horse Walks Into a Bar), w Londynie.
W 2022 roku uhonorowany Nagrodą Erazma.
Mieszka w Mewasseret Cijjon na przedmieściach Jerozolimy. Jest ojcem dwojga dorosłych dzieci: Jonatana i Ruth oraz poległego w wieku 20 lat Uriego.

## Książki przetłumaczone na język polski
- Wchodzi koń do baru. Warszawa: Świat Książki 2016, ISBN 978-83-8031-110-7.
- Ciałem rozumiem. Warszawa: Świat Książki 2015, ISBN 978-83-7943-376-6.
- Księga gramatyki intymnej. Warszawa: Świat Książki 2015, ISBN 978-83-7943-378-0.
- Poza czasem [Nofel mi-chuc la-zman]. Przekład: Regina Gromacka. Warszawa: Świat Książki 2014, ISBN 978-83-7943-240-0.
- Bądź mi nożem [Sze-tihji li ha-sakin]. Przekład: Marta Dudzik-Rudkowska. Warszawa: Świat Książki 2014, ISBN 978-83-7943-377-3.
- Tam, gdzie kończy się kraj. Warszawa: Świat Książki 2013, ISBN 978-83-7943-096-3.
- Kto ze mną pobiegnie [מישהו לרוץ איתו / Miszehu la-ruc ito, 2000]. Warszawa: WAB 2006, ISBN 83-7414-221-9. Wydanie 2: Warszawa: WAB 2008, ISBN 978-83-7414-512-1.
- Patrz pod: Miłość [עיין ערך: אהבה / Ayen erekh—-ahavah: roman, 1986] Świat Książki 2008, ISBN 978-83-247-0339-5.
- Gdyby Nina wiedziała, Przekład: Magdalena Sommer, Znak 2021, ISBN 978-83-240-7117-3